# Rinat Dassàiev
Rinat Faizrakhmànovitx Dassàiev (en alfabet ciríl·lic: Ринат Файзрахманович Дасаев) (Astracan, Óblast d'Astracan, Rússia, 13 de juny de 1957) és un exfutbolista rus que ocupava la posició de porter. Va ser internacional absolut per la selecció soviètica en 91 ocasions.

## Trajectòria
| Club             | País    | Any         |
| ---------------- | ------- | ----------- |
| Volgar Astrakhan | URSS    | 1976 - 1977 |
| Spartak Moscou   | URSS    | 1977 - 1988 |
| Sevilla FC       | Espanya | 1988 - 1991 |

## Palmarès
- 2 Lliga soviètica: 1979 i 1987 (Spartak)